# 我要發達 (電影)
《我要發達》（英語：Lucky Fat Man）是一部2017年的香港電影，由黃柏基執導，林盛斌、唐詩詠主演。

## 故事簡介
周創發（林盛斌飾）和青梅竹馬屈金香（麥玲玲飾）結婚十年，在岳父（黃光亮飾）的家傳祖業「老屈記」當會計兼打雜，每天都得忍受岳母（吳浣儀飾）、表舅父（河國榮飾）和妻子（莊思敏飾）的欺負與使喚，度日如年。在平板無趣的生活中，唯一令發提起勁來的，就是重遇夢中女神絲絲（唐詩詠飾）。失去人生樂趣的發，一天買了一張六合彩，竟然一注獨得二千萬頭獎！真正精彩的故事現在才剛剛開始。

## 演員表
- 林盛斌 飾 周創發
- 唐詩詠 飾 詩詩
- 麥玲玲 飾 屈金香
- 黃光亮 飾 屈親仁
- 吳浣儀 飾 屈李露媚
- 邵音音 飾 三嬸
- 盧海鵬 飾 肥九
- 河國榮 飾 阿鼎
- 陸駿光 飾 大口光
- 孫慧雪 飾 波多野雪雪
- 伍倩彤 飾 校花
- 岑日珈 飾 Mary
- 莊思敏 飾 鼎太
- 朱咪咪 飾 阿金
- 陳嘉桓 飾 陳小姐
- 湯沛宜 飾 夜店女郎
- 姜麗文 飾 紅紅
- 余震東 飾 阿勇
- 黃宇希 飾 媽媽生
- 張藝瀟 飾 內地遊客

## 外部連結
- 香港影庫上《我要發達》的資料（繁體中文）
- 開眼電影網上《我要發達》的資料（繁體中文）
- 豆瓣电影上《我要发达》的資料 （简体中文）